# Raki
Raki je druh anýzového alkoholického nápoje osmanského původu. Tento turecký národní nápoj se řadí k nejkonzumovanějším tureckým alkoholickým nápojům.

## Popis
Raki je čirá anýzová pálenka ze zkvašených vinných hroznů. Většinou se pálí nadvakrát, přičemž před druhou destilací se přidá anýz a další koření a byliny. Obsah alkoholu se pohybuje mezi 40–45 %. Raki se může pít neředěná, avšak v Turecku je častějším způsobem smíchání raki s vodou v poměru cca 1:1, čímž vznikne mléčně bílý drink (v angličtině označovaný Lion's milk).

## Jiné blízké významy
"Rakije je souhrnný název pro tradiční ovocné pálenky na Balkánském poloostrově. Typická je hlavně pro Chorvatsko, Srbsko, ale i Itálii, Řecko, Rumunsko, Turecko atd. Rakije se užívá pro své léčivé účinky, zejména na trávení (v malém množství). V některých oblastech s tradiční výrobou zahajují starší lidé nový den s panákem vlastnoručně vyrobené pálenky." (Petra Karešová)[zdroj?]
Na Blízkém východě a v Indii se vyrábí arak, podobný rakiji.